# Diplomering

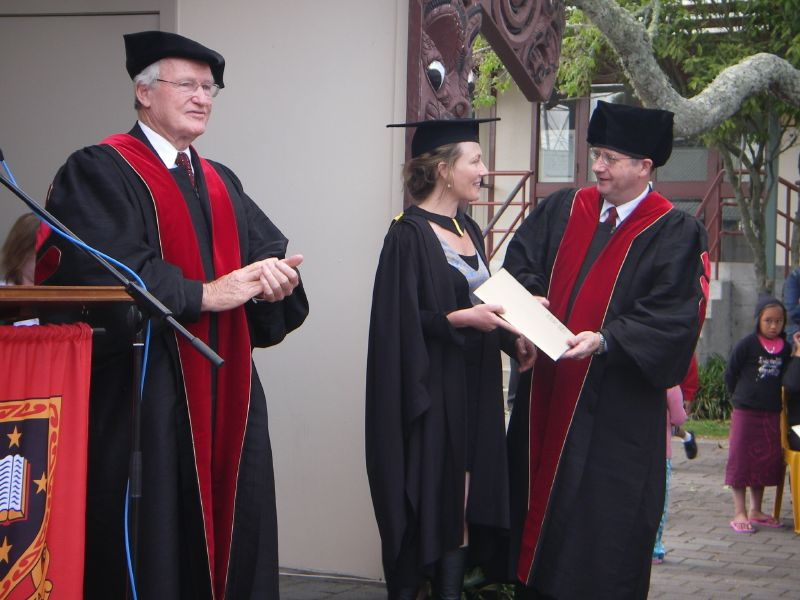
Diplomering vid universitetet i Waikato.

Diplomering är en ceremoni med utdelning av diplom. I akademiska världen avser diplomering normalt examensdiplom för genomförd grundutbildning, till skillnad från promotion som avser doktorsexamen.